# گژگوش کرولیکیه‌ویچ
گِژِگوش کرولیکیه‌ویچ (لهستانی: Grzegorz Królikiewicz؛ ‏ [ˈɡʐɛɡɔʂ]؛ ‏ ۵ ژوئن ۱۹۳۹ – ۲۱ سپتامبر ۲۰۱۷) کارگردان فیلم، فیلم‌نامه‌نویس، علوم پرورشی اهل لهستان بود.
او بابت فیلم «پروندهٔ پکوسینیسکی» برندهٔ جایزهٔ شیر طلایی ۱۸مین دورهٔ جشنواره فیلم گدنیا شد. در سال ۱۹۹۴، او برندهٔ جایزهٔ ویژهٔ جشنواره بین‌المللی فیلم کارلووی واری شد و در سال ۲۰۱۱ میلادی نشان افتخار تولد لهستان را دریافت داشت. وی همچنین در سال ۲۰۱۳ برندهٔ «نشان شایستگی گلوریا آرتیس در فرهنگ» گردید.